# 埃文·奥尔森
埃文·奥尔森（英語：Evan Olson，1997年7月26日—），美国男子赛艇运动员。他曾代表美国参加2024年夏季奥林匹克运动会赛艇比赛，获得男子八人单桨有舵手铜牌。